# Спасск (Карагандинская область)
Спасск (каз. Спасск) — село в Абайском районе Карагандинской области Казахстана. Входит в состав Курминского сельского округа. Находится примерно в 30 км к востоку-юго-востоку (ESE) от города Абай, административного центра района, на высоте 581 метра над уровнем моря. Код КАТО — 353263300.

## Население
В 1999 году численность населения села составляла 145 человек (76 мужчин и 69 женщин). По данным переписи 2009 года, в селе проживало 73 человека (38 мужчин и 35 женщин).

## История
В 50-х гг. XIX века в Спасске был построен медеплавильный завод. Его история тесно связана с Карагандинским бассейном, уголь которого обеспечивал нужды завода. В 1907 году угольные шахты бассейна перешли во владения «Акционерного общества Спасских медных руд», основанного в Лондоне Джимом Гербертом.
11 мая 1918 года В. И. Ленин подписал постановление СНК РСФСР о национализации Спасского медеплавильного завода и других предприятий. В конце 1910-х гг. завод был закрыт.
В Спасске находилось отделение Карлага, а в годы Второй мировой войны НКВД СССР был организован спецлагерь № 99, где содержались свыше 70 тысяч иностранных военнопленных примерно 40 национальностей. Узниками Спасского отделения Карлага были Рохус Миш и Ахико Тецуро. Ныне открыт мемориал жертвам Карлага. Спасск является учебным центром резерва  Вооружённых сил Республики Казахстан.